# Rileya abnormicornis
Rileya abnormicornis is een vliesvleugelig insect uit de familie Eurytomidae. De wetenschappelijke naam is voor het eerst geldig gepubliceerd in 1894 door Ashmead.